# Cesta I. triedy 79
Die Cesta I. triedy 79 (slowakisch für ‚Straße 1. Ordnung 79‘), kurz I/79, ist eine Straße 1. Ordnung in der Slowakei. Sie durchquert den Osten des Landes und verläuft zu 60 % in Richtung Süden und zu 40 % in Richtung Osten. Sie verbindet die Städte Vranov nad Topľou, Trebišov und Kráľovský Chlmec vor ihrem Ende bei Čierna vor der ukrainischen Grenze.
Die Straße entstand als hochgestufte Straße 2. Ordnung 553.

## Verlauf
Die Straße beginnt in Vranov nad Topľou auf einem Abzweig aus der I/18 und verläuft zunächst in Richtung Osten durch das Ostslowakische Tiefland, am Fuße der Slanské vrchy. Kurz nach der Grenze Prešovský kraj/Košický kraj kreuzt sie sich in Hriadky mit der Straße 1. Ordnung 19 (E 50, E 58), bevor sie Trebišov westlich der Stadt umgeht. Zwischen Luhyňa und Slovenské Nové Mesto verläuft sie zwischen den Zemplínske vrchy im Osten und der ungarischen Grenze im Westen; in diesem Bereich gibt es zwei Abzweigungen nach Sátoraljaújhely. Nach der Brücke über den Bodrog passiert sie wieder durch das Ostslowakische Tiefland und trifft nur eine weitere Stadt, Kráľovský Chlmec. Hinter dem Ort Čierna bei Čierna nad Tisou endet sie ein paar hundert Meter vor der slowakisch-ukrainischen Staatsgrenze, ohne Fortsetzung in der Ukraine.